# Pjatykhatky
Pjatykhatky (ukrainsk: П'ятиха́тки, tr. Pjatykhátky, ukrainsk udtale: [pjɐtɪˈxɑtkɪ]  ( hør); russisk: Пятиха́тки, tr. Pjatikhátki; i betydningen Fem huse) er en lille by og et stort jernbaneknudepunkt i Ukraine. Byen har en befolkning på omkring 18.140 (2022) indbyggere. Før Ruslands invasion af Ukraine 2022 havde den en befolkning på omkring 18.457 (2021) indbyggere.
Byen er sæde for administrationen af Pjatykhatky byhromada, en af hromadaerne i Ukraine. Den ligger i Kamjanske rajon i Dnipropetrovsk oblast (provins).

## Galleri
- Jernbane-monument
- Monument for søfolk
- Holodomor memorial i Pjatykhatky
- Piatykhatky Kirke
- A-gaden i Pjatykhatky